# Puttershoek
Puttershoek est un village qui fait partie de la commune de Hoeksche Waard dans la province néerlandaise de Hollande-Méridionale. Le 1er janvier 2006, le village comptait 6 447 habitants.
Puttershoek a été une commune indépendante jusqu'au 1er janvier 1984. Elle a fusionné avec Maasdam, Mijnsheerenland, Westmaas et Heinenoord pour former la nouvelle commune de Binnenmaas.

## Galerie de photographies

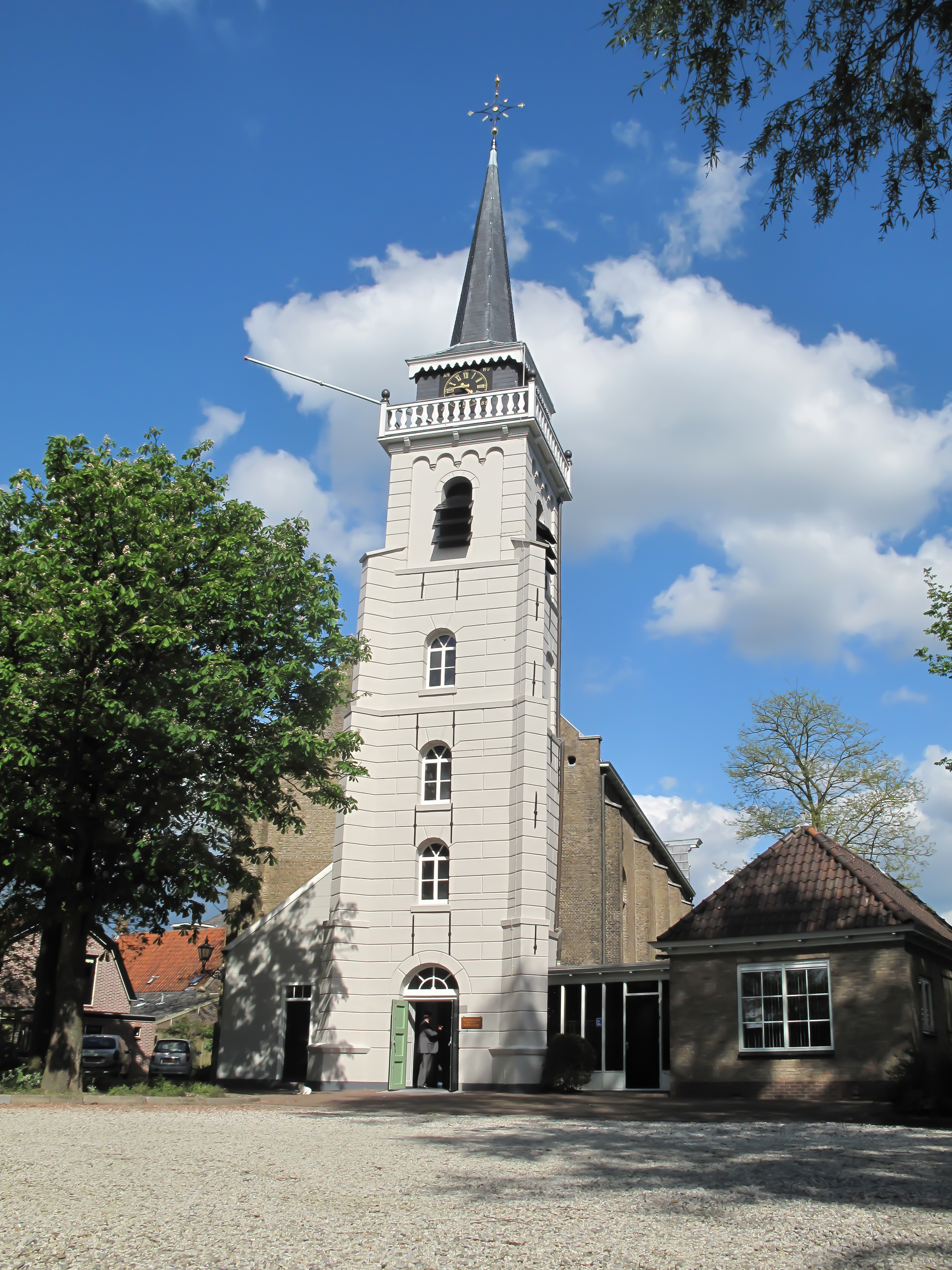
Puttershoek, église réformée néerlandaise
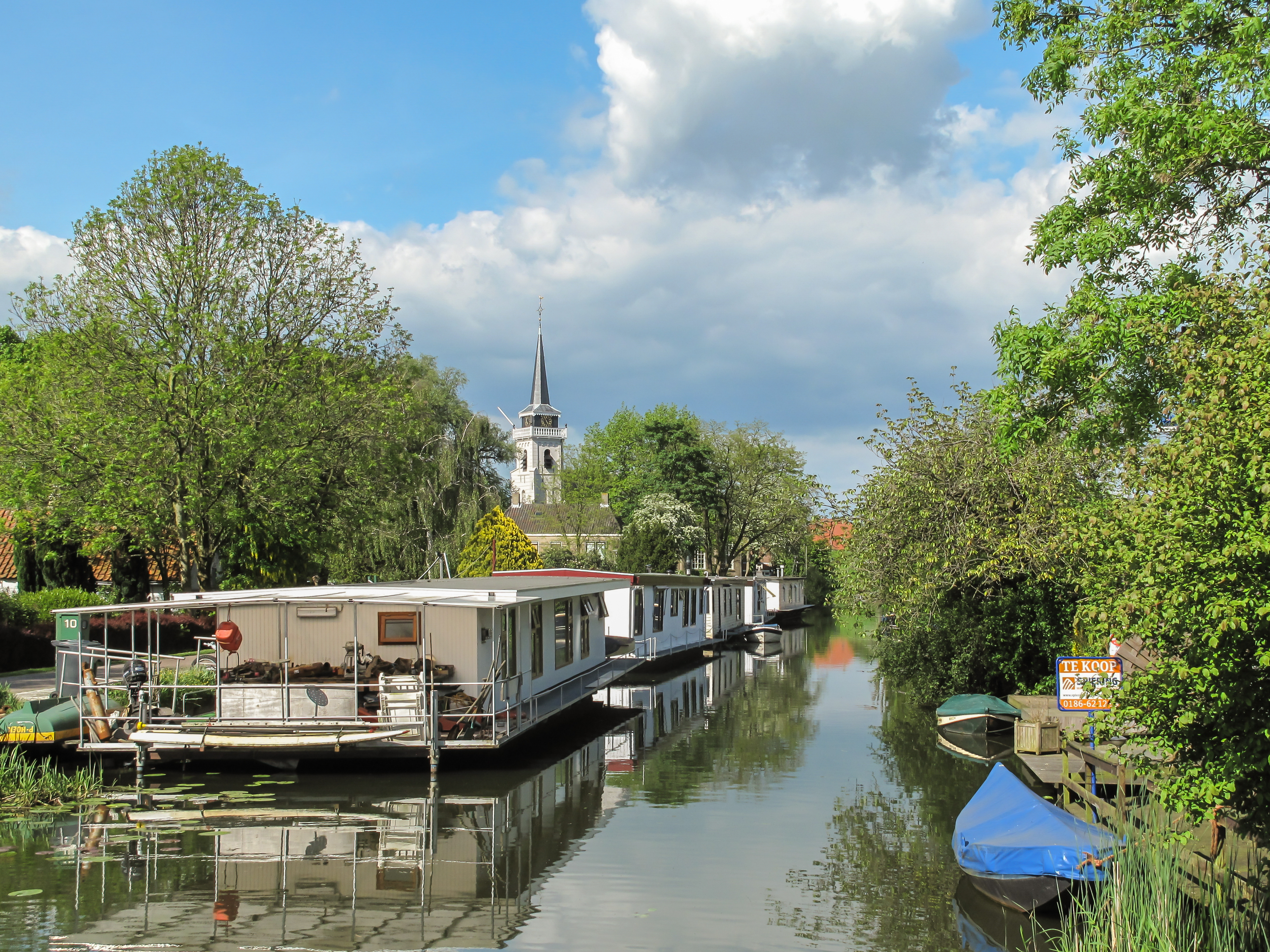
Puttershoek, vue sur un canal avec une église
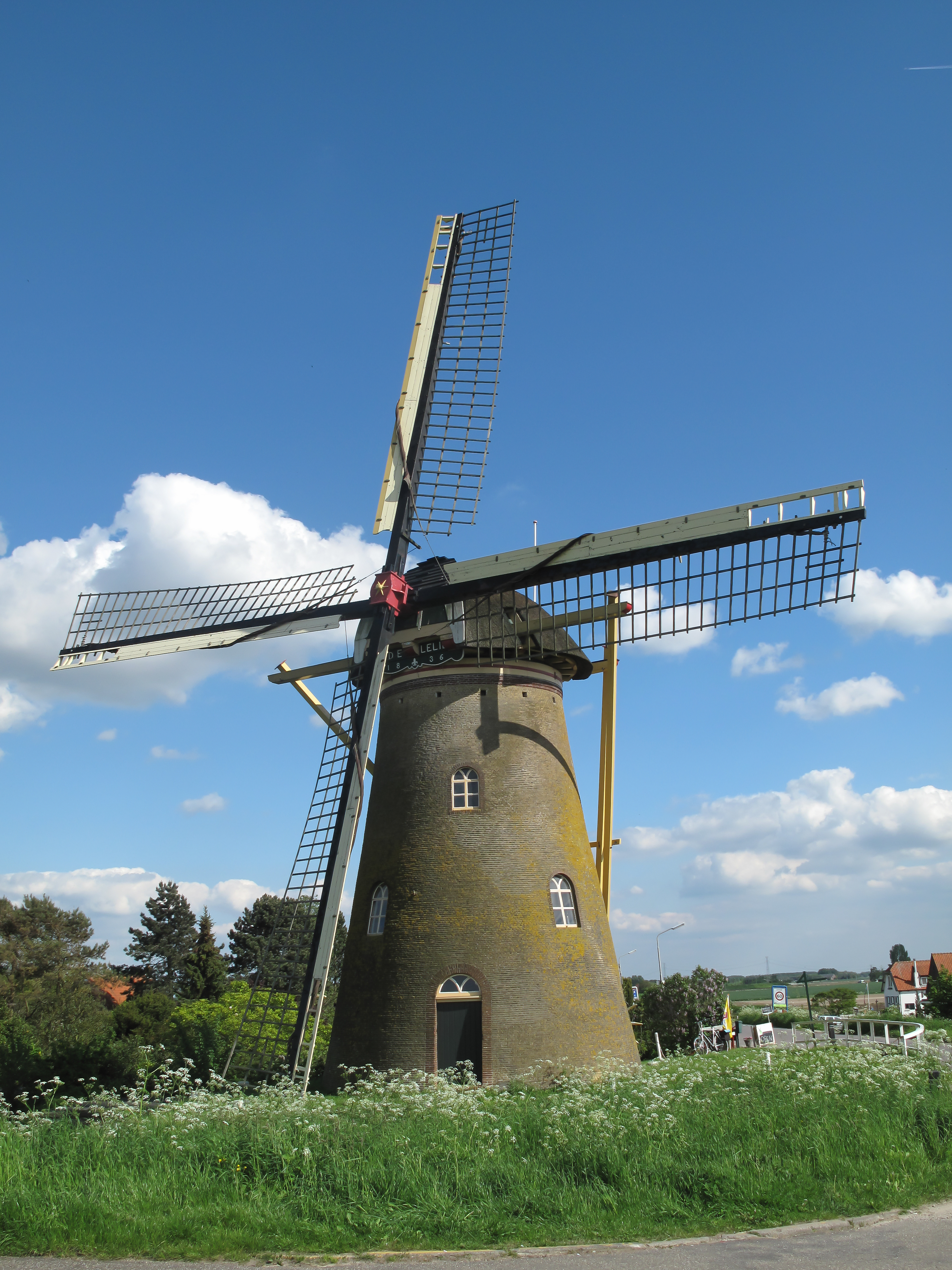
Puttershoek, moulin: korenmolen (minoterie) de Lelie
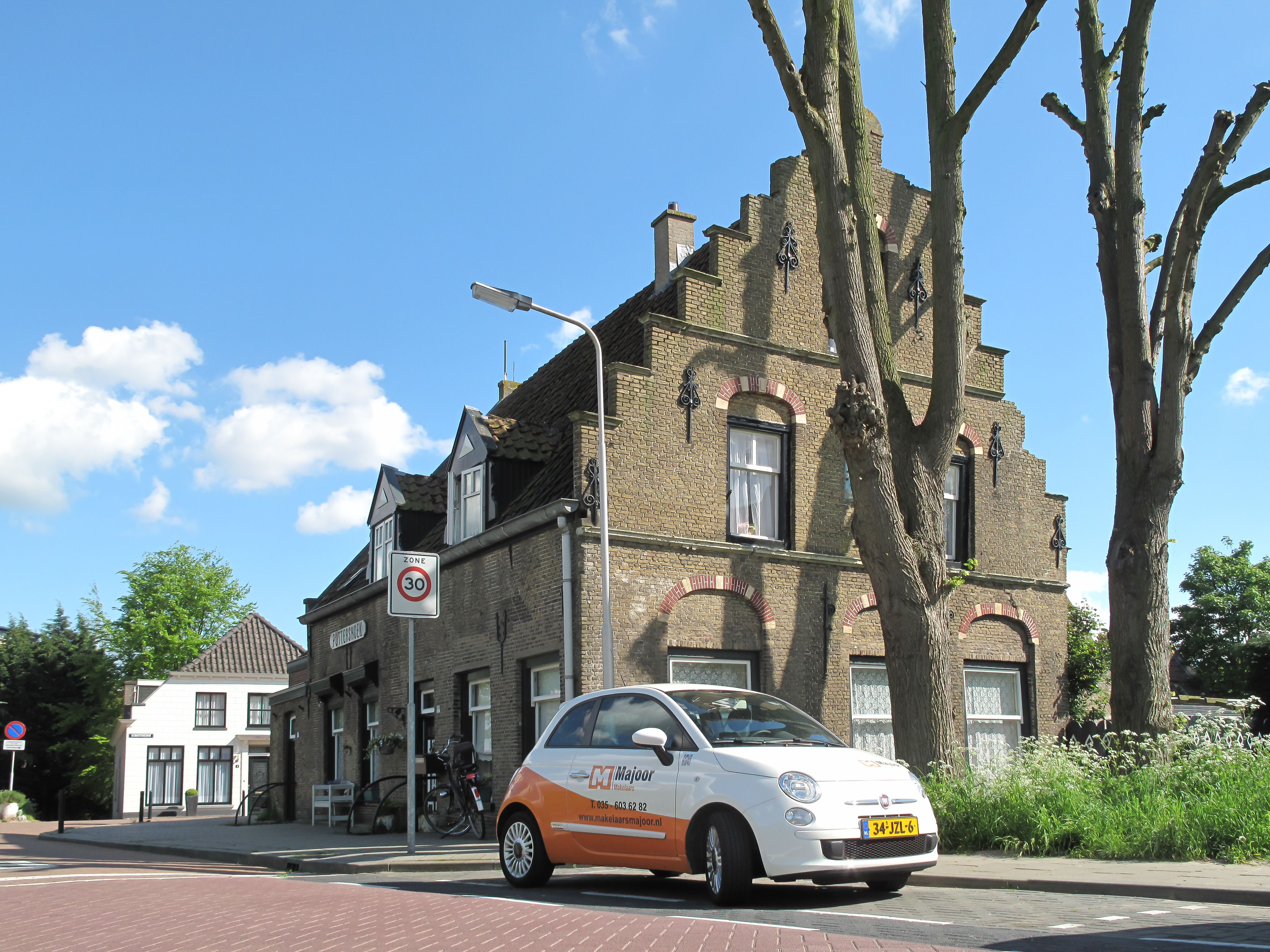
Puttershoek, bâtiment classé: het Springende Peert